# Sotriska
Sotriska (Lactarius lignyotus) är en svampart som tillhör divisionen basidiesvampar, och som beskrevs av Fr.. Sotriska ingår i släktet riskor, och familjen kremlor och riskor. Arten är reproducerande i Sverige.

## Bildgalleri

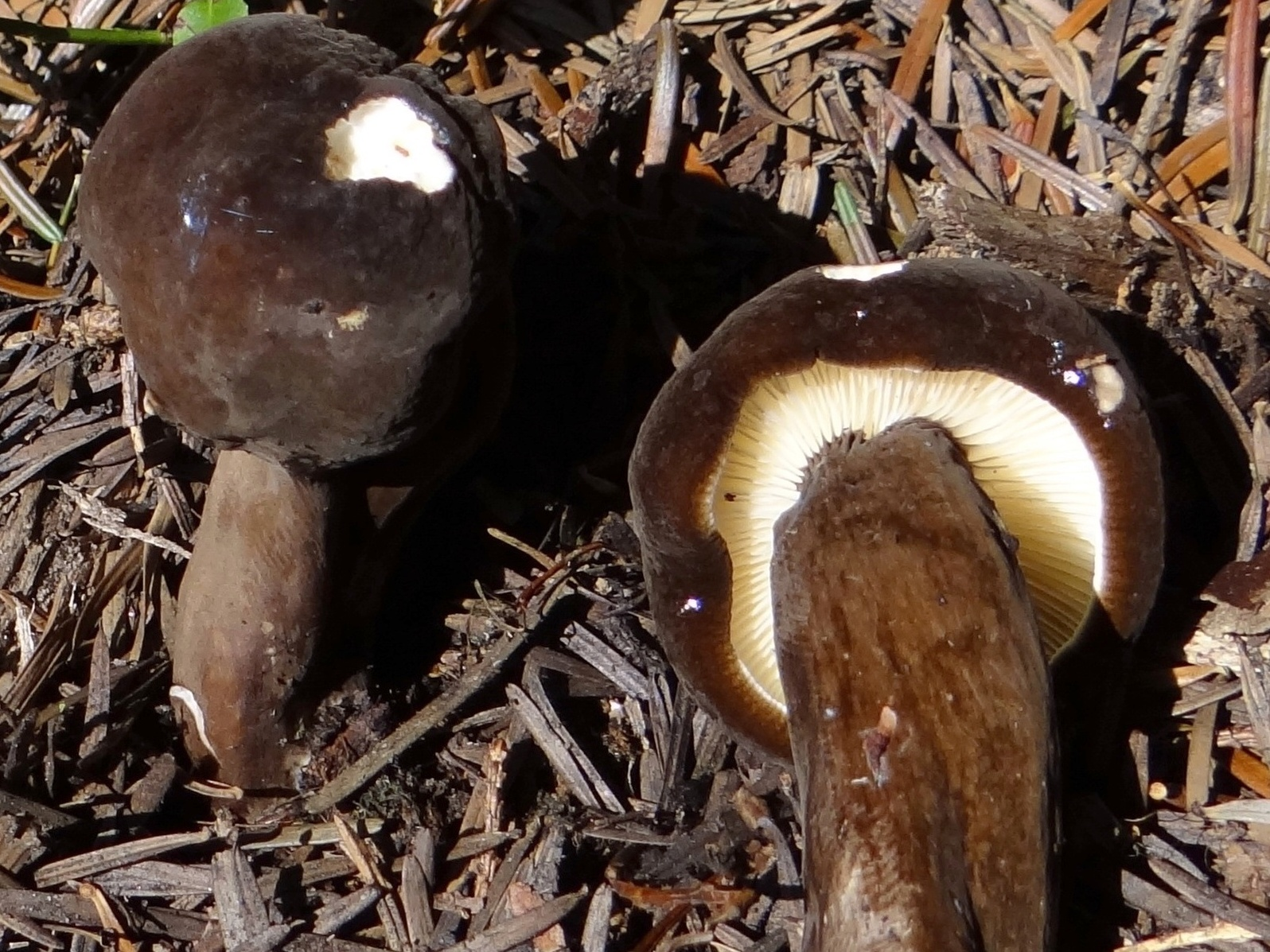
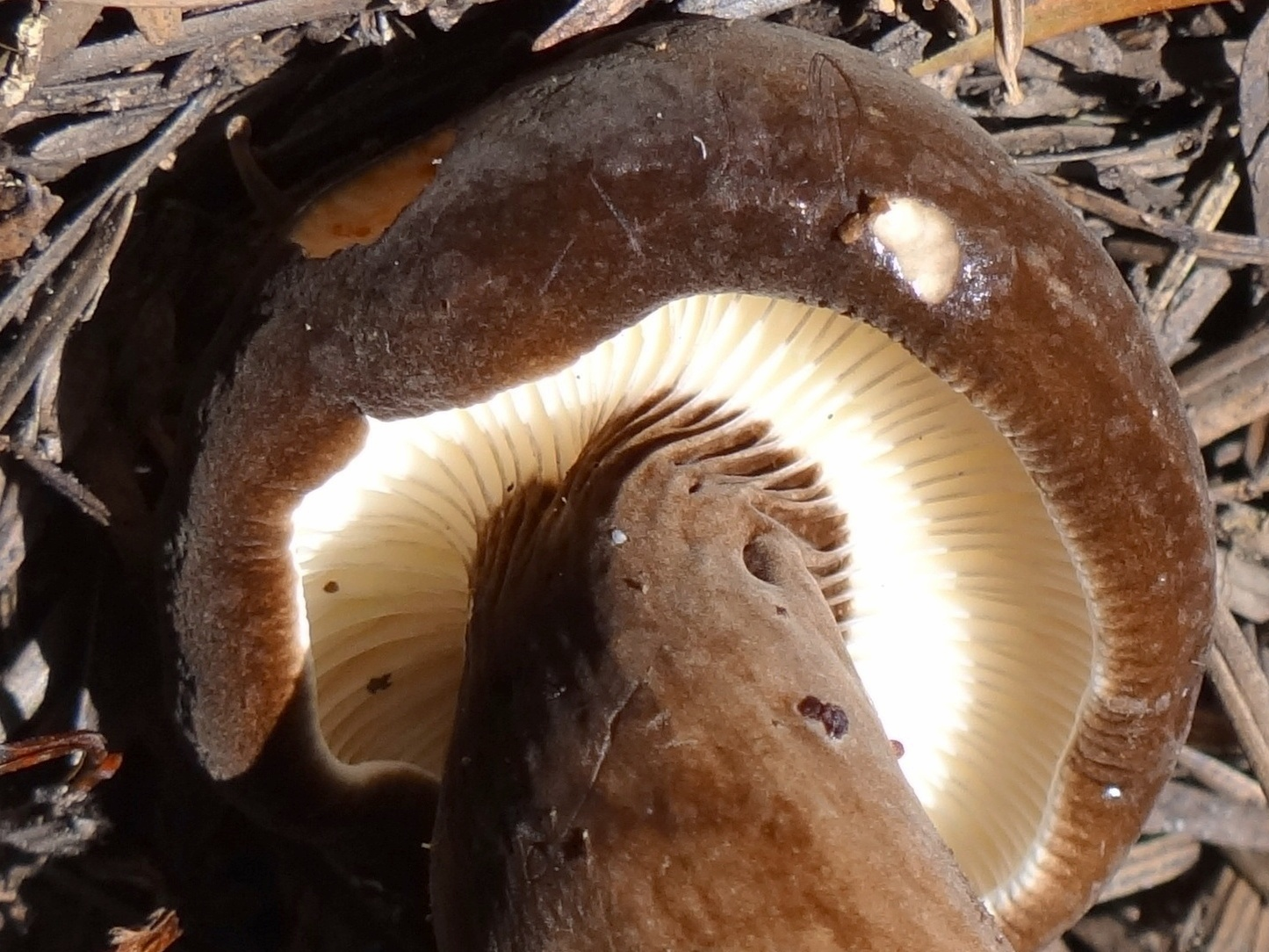
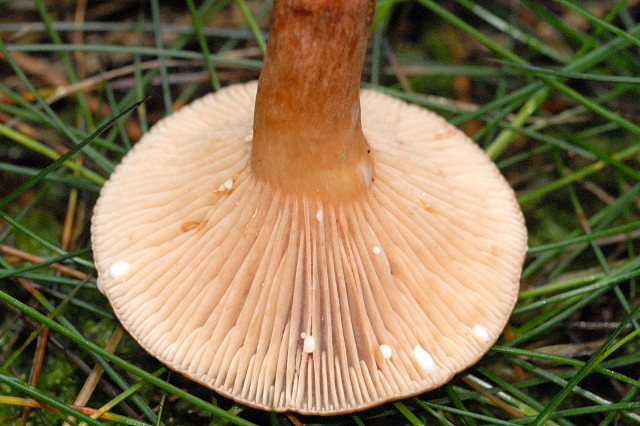